# كونور ريان
كونور ريان (بالإنجليزية: Conor Ryan)‏ هو لاعب قذف أيرلندي، ولد في 25 مارس 1991 في Cratloe ‏ في جمهورية أيرلندا.